# خطاب جو بايدن أمام جلسة مشتركة للكونغرس 2021
ألقى الرئيس السادس والأربعون للولايات المتحدة، جو بايدن، أول خطاب علني له أمام جلسة مشتركة للكونغرس الأمريكي الـ117 يوم الأربعاء 28 أبريل 2021، عشية أول 100 يوم للرئيس بايدن في منصبه. وعلى غرار خطاب حالة الاتحاد، أقيم الخطاب وأذيع تلفزيونيًا في قاعة مجلس النواب في مبنى الكابيتول في الولايات المتحدة. ترأست هذه الجلسة المشتركة رئيسة مجلس النواب نانسي بيلوسي، ترافقها نائبة رئيس الولايات المتحدة، كامالا هاريس، بصفتها رئيسة لمجلس الشيوخ - وهي المرة الأولى التي تترأس فيها امرأتان خطابًا أمام الكونغرس، وتجلسان على المنصة خلف الرئيس.

## خلفية
دعت رئيسة البرلمان بيلوسي بايدن لإلقاء كلمة أمام جلسة مشتركة في 13 أبريل 2021، وطلبت منه «مشاركة رؤيته لمواجهة التحديات والفرص» في ذلك الوقت. وسيدلي بايدن بخطابه في اليوم التاسع والتسعين من رئاسته وسط وباء كوفيد-19 الجاري والانتعاش الاقتصادي، وحملة تطعيم الأميركيين، والتصديق على خطة الإنقاذ الأمريكية، والجهود الديمقراطية لتعزيز التشريعات المتعلقة بالبنية التحتية والبنادق والعدالة الاجتماعية و‌حقوق التصويت، وإدانة ديريك شوفين ب‌قتل جورج فلويد، و‌الانسحاب المخطط للقوات الأمريكية من أفغانستان. وسيقترح بايدن خطة الأسر الأميركية، وهي حزمة بقيمة 1.8 تريليون دولار تشمل إنفاقًا جديدًا على رعاية الأطفال والتعليم والإجازة مدفوعة الأجر.